# Lizarella Valiente
Regina Lizarella Valiente Cabrera (25 de enero de 1980) es una bailarina, cantante, actriz, docente y política paraguaya. Desde 2023 es senadora nacional, por el Partido Colorado.

## Biografía

### Vida personal y familiar
Nació el 25 de enero de 1980. Es hija de la docente Regina Valiente.
En 2004 se casó con el productor de eventos Domingo Coronel, con quien tuvo una hija llamada Yadhira. En 2011 terminaron su matrimonio.
En 2011 comenzó una relación con Nenecho Rodríguez, actual intendente de Asunción. En 2015 tuvieron su primer hijo, Óscar de Jesús, quien nació prematuro y murió tan solo horas después. En 2019 tuvieron a su segundo hijo, Óscar Emmanuel. La pareja se casó en 2022.
En 2020 adquirió una residencia por G. 860 millones, siendo que supuestamente esta se ofrecía por unos G. 2.500 millones. Según el vendedor, Valiente pagó al contado. La declaración jurada presentada por Valiente carece de información relacionada con esta adquisición, incluyendo las deudas tomadas.

### Educación
Según Valiente, esta es licenciada en psicopedagogía, especializándose en neuropsicología y psicología sistemática. Sin embargo, en diciembre de 2024, surgieron dudas sobre dicho título, el cual no estaría registrado en el Ministerio de Educación ni el Ministerio de Salud.
Valiente también recibió un diploma de la OACI (ente regulador de la aeronáutica civil) como instructora internacional TRAINAIR PLUS.

## Trayectoria laboral
En 2003, Valiente recibió un cargo público en la Dirección Nacional de Aeronáutica Civil, donde también trabaja su madre. Se desempeñó como técnica en aeronáutica en la DINAC hasta 2021. A través de sus 18 años como funcionaria de esta entidad fue acusada en varias ocasiones de no asistir a trabajar. Valiente sostiene su inocencia, declarando que solo asistía cuando era necesario.
Al igual que su marido, Valiente participó en varios programas de televisión, como la versión paraguaya de Cantando por un sueño y Baila conmigo Paraguay. También se ha dedicado al teatro y a la actuación televisiva, apareciendo en la serie Santa Cumbia. Valiente es además profesora de danza, especializándose en danza clásica, española y paraguaya.

## Trayectoria política

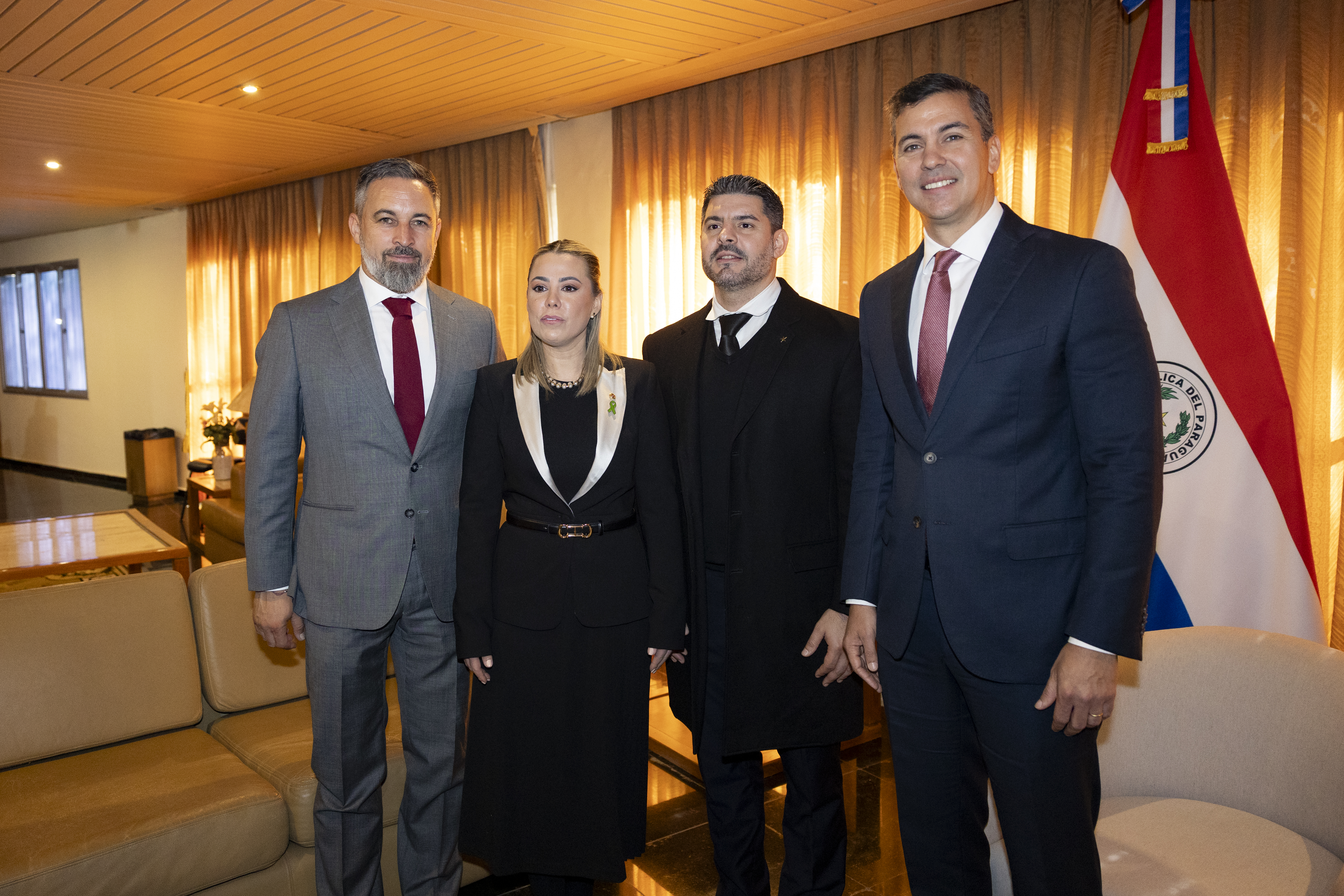
Valiente junto a su marido Nenecho Rodríguez, el presidente Santiago Peña y el político ultraderechista español Santiago Abascal, 2025.

En las elecciones generales de 2023, Valiente fue electa senadora nacional, cargo que ejerce desde el 30 de junio de ese año.
Valiente es presidenta de la comisión de la niñez, adolescencia y juventud; desde este cargo se ha concentrado en reformar la educación de una manera acorde a su ideología conservadora. En julio de 2023 declaró que buscará prohibir la enseñanza de lo que ella llama «ideología de género» en las instituciones de educación pública.
Como parte de su postura conservadora, Valiente se opone no solo a la legalización del aborto sino a cualquier práctica de este. En julio de 2025, sobre la muerte de una niña de trece años tras dar a luz como resultado de una violación, Valiente declaró: «Producto de esta tragedia hoy vive una niña y ella también tiene derecho a la vida».